# 肖顶带叶蝉属
肖顶带叶蝉属（学名：Athysanopsis）是叶蝉科下的一个属。

## 下属物种
本属包括以下物种：
- 卡氏肖顶带叶蝉 Athysanopsis katoi Metcalf, 1966
- 八字纹肖顶带叶蝉 Athysanopsis salicis Matsumura, 1905